# Жорж Сен-П'єр
Жорж Сен-П'єр (фр. Georges St-Pierre; нар. 19 травня 1981, Сен-Ісідор, Квебек, Канада) — канадський спортсмен французького походження, спеціаліст зі змішаних бойових мистецтв. Чемпіон Канади зі змішаних бойових мистецтв у напівсередній ваговій категорії за версією TKO (2002—2003 роки). Дворазовий чемпіон світу зі змішаних бойових мистецтв у напівсередній ваговій категорії за версією UFC (2006—2007, 2008—2013 роки).
Боєць року за версію видань «Wrestling Observer Newsletter» (2008, 2009, 2010 роки), «Sports Illustrated» (2009 рік) «Fighters Only» (2009 рік). Найбільш високооплачуваний боєць року за версією «Wrestling Observe Newsletter» (2011 рік).
Виступи Сен-П'єра в межах чемпіонату UFC відзначені такими грошовими преміями:
- «Бій вечора» (4 рази)
- «Нокаут вечора» (1 раз)
- «Підкорення вечора» (1 раз)

Підкорення ексчемпіона UFC Метта Г'юза больовим прийомом на руку у виконанні Жоржа Сен-П'єра відзначено виданням «Fighters Only» премією «Підкорення року» (2008 рік).
Основою бійцівського стилю Жоржа Сен-П'єра є вільна боротьба і кікбоксинг. Крім того, Жорж є знавцем бразильського дзюдзюцу (чорний пояс), ґайдодзюцу (чорний пояс) і карате стилю Кіокушинкай (чорний пояс).
Технічні показники:
- Маса удару рукою: 1 296 кг (правий хук)
- Маса удару ногою: 1 577 кг (правий лоу-кік)
- Швидкість проходу в ноги: 1 сек.

## Кар'єра в змішаних бойових мистецтвах
Свою кар'єру в змішаних бойових мистецтвах молодий Сен-П'єр почав у 2002 році з виступів у канадській лізі UCC. Перемагаючи швидко і рішуче, він привернув увагу промоутерів Абсолютного бійцівського чемпіонату, і вже шостий бій у своїй кар'єрі він проводив у стінах UFC проти вірменського бійця Каро Парісяна. Цей бій став першим затяжним у професійній кар'єрі канадця, і першим, в якому він здобув перемогу рішенням суддів.
У жовтні 2004 року Сен-П'єр вперше змагається за вакантний титул чемпіона світу в напівсередній ваговій категорії проти досвідченого борця і екс-чемпіона UFC Метта Г'юза. Цей бій став першою поразкою Жоржа в боях змішаного стилю. Змагання почалось з атак Сен-П'єра. Вже на першій хвилині молодий претендент зміг провести звалювання, але не зміг нав'язати ініціативу в партері і Г'юз підвівся на ноги. Розірвавши клінч, бійці обмінювались ударами в стійці. Програючи в ударних розмінах базовому ударнику Сен-П'єру, Метт Г'юз здійснив прохід в ноги і кинув суперника на настил рингу. Жорж вийшов з положення за хвилину. Після недовгого маневрування в стійці ситуація повторилась. До кінця раунду боротьба тривала в партері. За секунду до кінця першого раунду Г'юз провів миттєвий больовий прийом на руку канадця, використавши для цього руху помилку Сен-П'єра, який також пробував завершити бій больовим прийомом. Жорж подав сигнал про здачу.
Протягом двох років Сен-П'єр шліфує свою майстерність посиленими тренуваннями з боротьби, час від часу беручи участь у рейтингових боях на арені UFC і у себе на батьківщині. Наприкінці 2006 року, 18 листопада, він проводить довгоочікуваний бій-реванш із Меттом Г'юзом, якого відправляє у нокаут в другому раунді і здобуває таки титул чемпіона світу.
7 квітня 2007 року, захищаючи титул чемпіона, Жорж Сен-П'єр отримує несподівану поразку від американця Метта Серри, у першому ж раунді. Протягом трьох хвилин Жорж тримав Серру на дистанції ударами ніг, атакуючи претендента короткими серіями ударів рук, та на початку четвертої хвилини Серра, зачепив чемпіона потужним правим свінгом, пішов у атаку спуртом і приголомшив Сен-П'єра серією ударів руками. У стані нокдауну Жорж захищався лише декілька секунд. Бій завершився добиванням в партері.
Намагаючись довести своє право на чемпіонство і палко бажаючи реваншу, Сен-П'єр проводить рейтинговий бій проти Джоша Кошчека, якого впевнено перемагає (одностайне рішення суддів). Оскільки Метт Серра лікує отриману на змаганнях травму і певний час не може захищати відвойований у Сен-П'єра титул, керівництво UFC вирішує провести третій двобій Метт Г'юз — Жорж Сен-П'єр за звання тимчасового чемпіона. Ця подія вібулась 29 грудня 2007 року в рамках 79-го етапу UFC, в місті Лас-Вегас, штат Невада. Жорж перемагає видовищним підкоренням, больовим прийомом на руку, за який отримає від журналу «Fighters Only» премію «Підкорення року». Метт Г'юз оголошує про завершення своєї кар'єри.

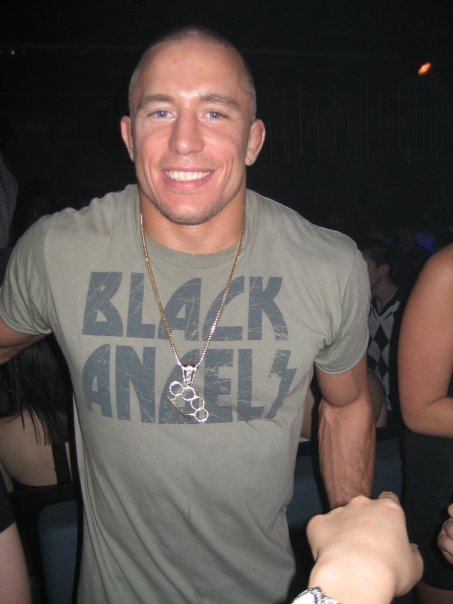
Жорж Сен-П'єр. Лютий 2009 року

19 квітня 2008 року відбувся бій-реванш між Серрою і Сен-П'єром. Зустріч бійців пройшла в рамках 83-го етапу чемпіонату, в місті Монреаль, Канада. Популярність Сен-П'єра на батьківщині, а також велике зацікавлення до змагання за титул зумовили великий попит серед глядачів, і в UFC було зафіксовано черговий рекорд відвідування — 21 390 чоловік. Бій розпочався зі швидкого проходу в ноги з боку Жоржа Сен-П'єра, і вже на четвертій секунді змагання він кидком поклав Серру на спину і зайняв домінуючу позицію. Майже весь раунд бійці знаходились в такому положенні, а Серра змушений був захищатись від атак ліктями і передпліччями, що постійно здійснював Сен-П'єр. В другому раунді тактика Жоржа не змінилась: він швидко атакував чемпіона, проводив звалювання чи кидок, а потім методично наносив удари по опоненту, використовуючи перевагу свого положення. Коли Серрі вдавалося піднятися в стійку, він був занадто виснажений для застосування свого ударного потенціалу, і бій знову переходив в партер, де і завершився наприкінці другого раунду. Сен-П'єр саме розпочав добивання коліньми, коли рефері втрутився у практично одностороннє побиття, припинивши змагання. Тимчасовий статус чемпіона змінився на виключний і чемпіонство Сен-П'єра було проголошено беззаперечним. Жорж став четвертим в історії UFC бійцем, якому вдалось здобути звання чемпіона світу двічі.
У 2008—2010 роках Сен-П'єр провів обов'язкові захисти титулу проти іменитих претендентів: Джона Фітча, Бі Джей Пенна, Тіаґу Алвіса, Дена Харді та Джоша Кошчека, чотирьох з них переміг рішеннями суддів, не програвши жодного раунду. В бою проти Бі Джей Пенна кутові останнього відмовились випускати свого бійця після четвертого раунду змагання. Титульні бої канадця проти Фітча та Кошчека були відзначені премією «Бій вечора».
У грудні 2010 року Жорж Сен-П'єр як тренер очолив команду бійців змішаного стилю у реаліті-шоу «Абсолютний боєць». Тренований Жоржем боєць Джонатан Брукінс пройшов весь шлях змагання і переміг у фіналі, довівши рахунок перемог у боях між командами Сен-П'єра і Джоша Кошчека до 11:4.
Навесні 2011 року Сен-П'єр захистив титул у бою проти екс-чемпіона Strikeforce Джейка Шилдса, вперше за тривалий час поступившись кількома очками. Турнір «UFC 129», головною подією якого стало протистояння Сен-П'єра та Шилдса, зібрав рекордну на свій час аудиторію — 55 000 відвідувачів. Під час тренування до наступного захисту титулу Жоржа спіткала складна травма: у бійця стався розрив хрестоподібних зв'язок коліна, що примусило його відійти від спорту на 10 місяців і зайнятись лікуванням. До 2012 року Сен-П'єр зробив вимушену перерву у спортивній кар'єрі. На час відсутності чемпіона адміністрація UFC розіграла тимчасову першість між основними претендентами на титул. Сен-П'єр провів черговий захист титулу проти визначеного таким чином тимчасового чемпіона — Карлоса Кондита. У кривавому двобої Кондит мало не повторив успіх Метта Серри, коли у третьому раунді відправив чемпіона у нокдаун лівим круговим хай-кіком, та все ж програв Сен-П'єру, поступившись у боротьбі і отримавши декілька значних розсічень. Бій був відзначений премією «Бій вечора».
Навесні 2013 року Сен-П'єр захистив титул чемпіона світу увосьме, у домінуючій манері вигравши бій проти екс-чемпіона Strikeforce Ніка Діаса. Восени 2013 року Сен-П'єр провів рекордний дев'ятий захист титулу, проти Джоні Хендрікса. Бій, відзначений премією «Бій вечора», завершився рішенням суддів на користь Сен-П'єра. Це рішення стало одним із найбільш спірних у згаданому році. В ході бою Сен-П'єр не зміг розкрити весь потенціал: претендент вдало парирував проходи в ноги, клінчував і нав'язував жорсткі розміни ударами, в ході одного з яких приголомшив чемпіона сильним аперкотом. Судді були єдині у баченні другого і четвертого раунду, — вони віддали їх Хендріксу, та третього і п'ятого раунду — їх віддали Сен-П'єру. Розбіжність, яка вирішила долю поєдинку полягала у баченні суддями першого раунду — двоє з трьох віддали його діючому чемпіону. Цю думку підкріплює статистика бою, згідно якої у першому раунді Сен-П'єр наніс більше значних ударів, провів більше звалювань, і пробував підкорити Хендрікса. Спортивні журналісти мали протилежну думку: абсолютна більшість профільних видань віддала перемогу Хендріксу. Після бою Жорж оголосив про потребу у відпочинку, і бажанні призупинити спортивну кар'єру, що викликало гнів голови UFC Дейни Вайта, який наполягав на терміновому проведенні реваншу.
Невдовзі по тому, 13 грудня 2013 року, Жорж Сен-П'єр заявив про відхід від спорту на невизначений час. На прес-конференції, організованій з цього приводу, Сен-П'єр оголосив свій титул вакантним, а також зауважив, що його ймовірне повернення у спорт відбудеться лише після того, як він цілком насолодиться своєю безстроковою відпусткою. На момент прийняття рішення Жоржу Сен-П'єру належали два значних рекорди UFC: найбільша кількість перемог (19) та найбільша кількість успішних захистів титулу поспіль у напівсередній вазі (9). Протягом своєї кар'єри Жорж провів у боях чемпіонату UFC 5 годин, 28 хвилин та 12 секунд, що на момент його відходу від спорту було абсолютним часовим рекордом.
Тривалий час у пресі та в колах вболівальників активно обговорювався можливий бій між Жоржем Сен-П'єром та чемпіоном UFC у суміжній ваговій категорії: Андерсоном Сілвою. Два атлети, що за версією різних профільних видань ділили між собою верхівку рейтингу найкращих бійців світу незалежно від вагових категорій, неодноразово заявляли про можливість такого поєдинку. Обговорювались різні варіанти проведення змагання між чемпіонами, основною перешкодою у проведенні якого є зайнятість атлетів у своїх вагових дивізіонах (регулярні захисти титулів) та різна вага (Сен-П'єр виступав у вазі 77 кг, Сілва раніше виступав у цій вазі, а в останні роки змагався у категоріях до 84 і 93 кг). Фаворитом гіпотетичного двобою букмекери вважали Андерсона Сілву. Після того, як останній поступився титулом, бій втратив актуальність.

## Статистика в змішаних бойових мистецтвах
| Результат | Противник        | Спосіб                                         | Раунд | Час  | Дата              | Місце                          | Подія     | Примітки |
| --------- | ---------------- | ---------------------------------------------- | ----- | ---- | ----------------- | ------------------------------ | --------- | --- |
| Перемога  | Джоні Хендрікс   | Рішення суддів (роздільне)                     | 5     | 5:00 | 16 листопада 2013 | Лас-Вегас, Невада, США         | «UFC 167» | Захистив титул чемпіона в напівсередній ваговій категорії. Нагороджений премією «Бій вечора».                  |
| Перемога  | Нік Діас         | Рішення суддів (одностайне)                    | 5     | 5:00 | 16 березня 2013   | Монреаль, Квебек, Канада       | «UFC 158» | Захистив титул чемпіона в напівсередній ваговій категорії.                                                     |
| Перемога  | Карлос Кондит    | Рішення суддів (одностайне)                    | 5     | 5:00 | 17 листопада 2012 | Монреаль, Квебек, Канада       | «UFC 154» | Захистив титул чемпіона в напівсередній ваговій категорії. Нагороджений премією «Бій вечора».                  |
| Перемога  | Джейк Шилдс      | Рішення суддів (одностайне)                    | 5     | 5:00 | 30 квітня 2011    | Торонто, Онтаріо, Канада       | «UFC 129» | Захистив титул чемпіона в напівсередній ваговій категорії.                                                     |
| Перемога  | Джош Кошчек      | Рішення суддів (одностайне)                    | 5     | 5:00 | 11 грудня 2010    | Монреаль, Квебек, Канада       | «UFC 124» | Захистив титул чемпіона в напівсередній ваговій категорії. Нагороджений премією «Бій вечора».                  |
| Перемога  | Ден Харді        | Рішення суддів (одностайне)                    | 5     | 5:00 | 27 березня 2010   | Ньюарк, Нью-Джерсі, США        | «UFC 111» | Захистив титул чемпіона в напівсередній ваговій категорії.                                                     |
| Перемога  | Тіаґу Алвіс      | Рішення суддів (одностайне)                    | 5     | 5:00 | 11 липня 2009     | Лас-Вегас, Невада, США         | «UFC 100» | Захистив титул чемпіона в напівсередній ваговій категорії.                                                     |
| Перемога  | Бі Джей Пенн     | Технічний нокаут (рішення кутового)            | 4     | 5:00 | 31 січня 2009     | Лас-Вегас, Невада, США         | «UFC 94»  | Захистив титул чемпіона в напівсередній ваговій категорії.                                                     |
| Перемога  | Джон Фітч        | Рішення суддів (одностайне)                    | 5     | 5:00 | 9 серпня 2008     | Міннеаполіс, Міннесота, США    | «UFC 87»  | Захистив титул чемпіона в напівсередній ваговій категорії. Нагороджений премією «Бій вечора».                  |
| Перемога  | Метт Серра       | Технічний нокаут (удари коліньми)              | 2     | 4:45 | 19 квітня 2008    | Монреаль, Квебек, Канада       | «UFC 83»  | Виграв титул виключного чемпіона в напівсередній ваговій категорії.                                            |
| Перемога  | Метт Г'юз        | Підкорення (больовий прийом на руку)           | 2     | 4:54 | 29 грудня 2007    | Лас-Вегас, Невада, США         | «UFC 79»  | Виграв титул тимчасового чемпіона в напівсередній ваговій категорії. Нагороджений премією «Підкорення вечора». |
| Перемога  | Джош Кошчек      | Рішення суддів (одностайне)                    | 3     | 5:00 | 25 серпня 2007    | Лас-Вегас, Невада, США         | «UFC 74»  | |
| Поразка   | Метт Серра       | Технічний нокаут (удари кулаками)              | 1     | 3:25 | 7 квітня 2007     | Х'юстон, Техас, США            | «UFC 69»  | Втратив титул чемпіона в напівсередній ваговій категорії.                                                      |
| Перемога  | Метт Г'юз        | Технічний нокаут (Удар ногою і удари кулаками) | 2     | 1:25 | 18 листопада 2006 | Сакраменто, Каліфорнія, США    | «UFC 65»  | Виграв титул чемпіона в напівсередній ваговій категорії. Нагороджений премією «Підкорення вечора».             |
| Перемога  | Бі Джей Пенн     | Рішення суддів (роздільне)                     | 3     | 5:00 | 4 березня 2006    | Лас-Вегас, Невада, США         | «UFC 58»  | |
| Перемога  | Шон Шерк         | Технічний нокаут (удари кулаками)              | 2     | 2:53 | 19 листопада 2005 | Лас-Вегас, Невада, США         | «UFC 56»  | |
| Перемога  | Френк Тріґґ      | Підкорення (удушення руками)                   | 1     | 4:09 | 20 серпня 2005    | Лас-Вегас, Невада, США         | «UFC 54»  | |
| Перемога  | Джейсон Міллер   | Рішення суддів (одностайне)                    | 3     | 5:00 | 16 квітня 2005    | Лас-Вегас, Невада, США         | «UFC 52»  | |
| Перемога  | Дейв Страссер    | Підкорення (больовий прийом на руку)           | 1     | 1:52 | 19 січня 2005     | Монреаль, Квебек, Канада       | «TKO 19»  | |
| Поразка   | Метт Г'юз        | Підкорення (больовий прийом на руку)           | 1     | 4:59 | 22 жовтня 2004    | Атлантик-Сіті, Нью-Джерсі, США | «UFC 50»  | Бій за вакантний титул чемпіона в напівсередній ваговій категорії.                                             |
| Перемога  | Джей Хірон       | Технічний нокаут (удари кулаками)              | 1     | 1:42 | 19 червня 2005    | Лас-Вегас, Невада, США         | «UFC 48»  | |
| Перемога  | Каро Парісян     | Рішення суддів (одностайне)                    | 3     | 5:00 | 31 січня 2004     | Лас-Вегас, Невада, США         | «UFC 46»  | |
| Перемога  | Піт Спрет        | Підкорення (удушення руками)                   | 1     | 3:40 | 29 листопада 2003 | Вікторіавіль, Квебек, Канада   | «TKO 14»  | Захистив титул чемпіона в напівсередній ваговій категорії. Чемпіонат UCC трансформувався в TKO.                |
| Перемога  | Томас Денні      | Технічний нокаут (розсічення)                  | 2     | 4:45 | 25 січня 2003     | Монреаль, Квебек, Канада       | «UCC 12»  | Захистив титул чемпіона в напівсередній ваговій категорії.                                                     |
| Перемога  | Тревіс Гелбрайт  | Технічний нокаут (удари ліктями)               | 1     | 2:03 | 11 жовтня 2002    | Монреаль, Квебек, Канада       | «UCC 11»  | Захистив титул чемпіона в напівсередній ваговій категорії.                                                     |
| Перемога  | Джастін Брукманн | Підкорення (больовий прийом на руку)           | 1     | 3:54 | 15 червня 2002    | Гатіно, Квебек, Канада         | «UCC 10»  | Виграв титул чемпіона в напівсередній ваговій категорії.                                                       |
| Перемога  | Іван Менхівар    | Технічний нокаут (удари кулаками)              | 1     | 4:59 | 25 січня 2002     | Монреаль, Квебек, Канада       | «UCC 7»   | |

## Фільмографія
| Рік  |    | Українська назва           | Оригінальна назва                   | Роль          |
| ---- | -- | -------------------------- | ----------------------------------- | ------------- |
| 2009 | ф  |                            | Death Warrior                       | Шаман         |
| 2009 | ф  |                            | Never Surrender                     | Жорж          |
| 2010 | ф  |                            | The Striking Truth                  | Жорж          |
| 2014 | ф  | Перший месник: Друга війна | Captain America: The Winter Soldier | Жорж Батрок   |
| 2016 | ф  | Кікбоксер: Помста          | Kickboxer: Vengeance                | Каві          |
| 2017 | ф  |                            | Cartels                             | Бруно Сінклер |
| 2021 | с  | Сокіл та Зимовий солдат    | The Falcon and the Winter Soldier   | Жорж Батрок   |
| 2021 | мс | А що як...?                | What If...?                         | Жорж Батрок   |